# Oksana Grișciuk
Oksana Grișciuk (în rusă Оксана Грищук; n. 17 martie 1971, Odesa, RSS Ucraineană, URSS) este o dansatoare pe gheață ce a reprezentat Rusia, medaliată olimpică. A participat la 3 ediții ale Jocurilor Olimpice (1992, 1994, 1998) în care a câștigat două medalie de aur.